# Costa del Barbot
La Costa del Barbot és una costa de muntanya del terme municipal de Sant Quirze Safaja, a la comarca del Moianès.
Està situada en el sector central del terme, al sud-oest de la masia del Serrà, a ponent del Morro del Xai i a l'esquerra del torrent del Barbot.